# Bill Orthwein
William Robert Orthwein, detto Bill (St. Louis, 16 ottobre 1881 – St. Louis, 2 ottobre 1955), è stato un pallanuotista e nuotatore statunitense.

## Biografia
Partecipò alle gare di nuoto e di pallanuoto della III Olimpiade di St. Louis del 1904 e vinse due medaglie di bronzo.
Arrivò terzo, con il Missouri Athletic Club, nel torneo di pallanuoto, venendo battuti in semifinale dai New York Athletic Club per 5-0. Sempre con il Missouri Athletic Club, prese parte anche alla gara della staffetta 4x50 iarde stile libero, dove arrivarono terzi in finale. Gareggiò anche nelle 100 iarde dorso, arrivando quarto in semifinale.
Orthwein fu il primo di numerosi laureati dell'Università di Yale a vincere una medaglia olimpica. Dopo l'attività sportiva, frequentò la Washington University Law School, diventando avvocato a St. Louis. Entrò poi in politica, nel tentativo di diventare governatore del Missouri, sebbene venne sconfitto in quella corsa. Suo figlio, William Orthwein, Jr., fu il proprietario dei New England Patriots nei primi anni del 1990.

## Palmarès

### Pallanuoto
- Bronzo ai Giochi olimpici di Saint Louis 1904

### Nuoto
- Bronzo ai Giochi olimpici di Saint Louis 1904 nella staffetta 4x50 iarde stile libero